# 레솔로
레솔로는 이탈리아의 피에몬테주 토리노 광역시에 있는 코무네로, 토리노 북쪽으로 약 45 킬로미터 (28 mi) 떨어져 있다.
레솔로는 다음의 코무네와 접해 있다: 브로소, 보르고프란코디브레아, 몬탈토도라, 발디키, 발키우사, 피오라노카나베세.